# Försvarslånet
Försvarslånet var tre obligationslån som svenska staten lanserade för att låna pengar av svenska folket. Pengarna skulle användas till att rusta upp försvaret under andra världskriget.

## Första försvarslånet
Avslutades 1 november 1940. Man fick ihop ca 800 miljoner kronor.

## Andra försvarslånet
Startades 15 januari 1941. Man fick ihop ca 610 miljoner kronor.

## Tredje försvarslånet
Startades våren 1942. Man fick ihop ca 915 miljoner kronor. Räntan var 3,5 % på 40 år eller 3 % på fem år.